# Oscar Cullmann
Oscar Cullmann (25 de febrer de 1902, Estrasburg - 16 de gener de 1999, id.) fou un teòleg protestant francès. És conegut sobretot pel seu treball en el moviment ecumènic, essent-ne un dels responsables de l'establiment del diàleg entre luterans i catòlics.
Presentà la seva tesi doctoral en teologia amb 28 anys. Més endavant fou professor a la facultat de teologia de la Universitat de Basilea i a la Sorbona a París.
La seva obra presenta influències d'Albert Schweitzer, així com de l'escola de la història de les formes de Rudolf Karl Bultmann, Martin Dibelius, Barth i Karl Ludwig Schmidt.
Integra les teories de l'escatologia realitzada de Charles Harold Dodd, l'escatologia vertical de Karl Barth, l'escatologia futura de Geerhardus Vos i l'escatologia existencialista de Rudolf Karl Bultmann. Proposa la idea de la història de la salvació: Déu actua en la història de l'home a través d'una sèrie de fets salvífics: encarnació, mort i resurrecció de Jesucrist.